# Glaphyropyga himantocera
Glaphyropyga himantocera är en tvåvingeart som först beskrevs av Christian Rudolph Wilhelm Wiedemann 1828.  Glaphyropyga himantocera ingår i släktet Glaphyropyga och familjen rovflugor. Inga underarter finns listade i Catalogue of Life.